# Georgia all'Eurovision Song Contest 2010
La Georgia ha selezionato il proprio brano rappresentante per l'Eurovision Song Contest 2010 tramite una selezione nazionale tenutasi il 27 febbraio 2010 presso la Tbilisi Event Hall di Tbilisi.
La selezione è stata vinta dal brano Shine, della cantante georgiana Sopho Nizharadze.

## Organizzazione
Dopo il ritiro nell'edizione 2009, a causa della guerra in Ossezia del Sud con la Russia, la Georgia ha confermato di voler prendere parte all'Eurovision Song Contest 2010.
Il 16 gennaio 2010 è stato annunciato che una giuria aveva selezionato internamente la cantante georgiana Sopho Nizharadze, mentre il brano sarebbe stato selezionato tra le proposte di autori georgiani e non.

## Finale
| Ord. | Canzone       | Compositori                                       |
| ---- | ------------- | ------------------------------------------------- |
| 1    | Our Word      | Mikheil Mdinaradze                                |
| 2    | Sing my song  | Svika Pick                                        |
| 3    | Never Give In | Tinatin Japaridze, Ben Robbins e Billy Livsey     |
| 4    | For Eternity  | Carlos Coelho e Andrej Babić                      |
| 5    | Call Me       | Brandon Stone                                     |
| 6    | Shine         | Hanne Sørvaag, Harry Sommerdahl e Chistian Leuzzi |

## All'Eurovision Song Contest
Sopho Nizharadze di è esibita con Shine durante la finale della selezione nazionale azera.
La Georgia si è esibita nella seconda semifinale, dove si è qualificata per la finale nella quale è arrivata 9ª.